# Панов, Николай Алексеевич
Николай Алексеевич Панов (19 ноября 1803— 14 января 1850) — декабрист, поручик лейб-гвардии Гренадёрского полка.

## Биография
Воспитывался дома, в службу вступил в 1820 году подпрапорщиком.
С ноября 1825 года — член Северного общества. Участник восстания 14 декабря 1825 года на Сенатской площади. Арестован 15 декабря 1825 года в Петербурге, заключён в Алексеевский равелин Петропавловской крепости.
Приговорён к смертной казни, а по конфирмации — к вечным каторжным работам. Отбывал срок в Свартгольме (с 8 августа 1826 г.), в Сибири (с 21 июня 1827 г.)
22 августа 1826 г. срок сокращён до 20 лет, 8 ноября 1832 г. — до 15 лет, 14 декабря 1835 г. — до 13 лет. В 1839 г. по отбытии срока обращен на поселение и водворен в селе Михалевском (Иркутской губернии) на реке Ангара Жилкинской волости, потом в селе Урик на реке Куде Кудинской волости, в 20 километрах от г. Иркутска.
Умер в Иркутске, похоронен в Маратовском предместье Знаменского монастыря.
В связи с размещением на территории монастыря в 1930-х годах иркутского гидропорта его могила была повреждена, но статьи писателя Исаака Гольдберга привлекли внимание к этой ситуации.

## Воспоминания современников

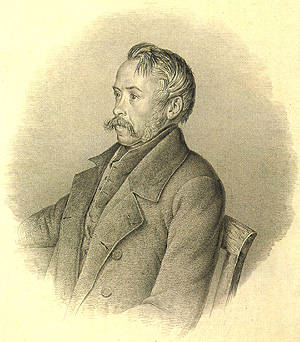

Что касается Панова, что я скажу Вам о нем? Что мое удивление при виде сего молодого человека столь мало чувствительным к своей участи было велико? – Это правда. Но что слышать его говорящим то, что он говорил, превзошло меру разума, который даровала мне природа – и это тоже правда! Дело шло о той цели, которую он и его сотоварищи поставили себе, т. е. просить у императора «конституцию с оружием в руках, чтобы положить», как он говорил, «границы власти монарха»; это он находит весьма простым и очень естественным; когда же подумаешь, что такие вещи проявляются после полутора лет тюрьмы и перед перспективой каторжных работ – я думаю, что можно без колебаний сказать, что этот молодой человек еще не исправился и не раскаялся…

При этом я был очень застенчив и легко терялся с мало знакомыми мне людьми, а потому всякий наезд гостей, когда в зале накрывали к обеду большой стол, обращался для меня в немалую пытку. Особенно боялся я декабриста Панова, который довольно часто приезжал к обеду и любил потешаться надо мной. Это был небольшого роста плотный блондин, с большими выпуклыми глазами, с румянцем на щеках и с большими светло-русыми усами; за обедом он начинал стрелять в меня шариками хлеба и, должно быть любуясь моим конфузом, приставал ко мне с вопросами обыкновенно все в одном и том же роде: «А зачем у тебя мои зубы? когда ты у меня их стащил? давай же мне их тотчас же назад!». Следующие разы повторялись те же вопросы по поводу носа, глаза; я краснел до ушей, готов был провалиться под стол и был чрезвычайно рад, когда по окончании обеда мог удалиться в свою комнату.

## Образ в кино
- «Союз спасения» — актёр Александр Метёлкин